# MFÖ
MFÖ, auch Mazhar Fuat Özkan, ist eine der bekanntesten Musikgruppen der Türkei. Die Mitglieder des Trios sind Mazhar Alanson, Fuat Güner und Özkan Uğur.

## Geschichte
Die Band legte 1968 den Grundstein mit der Produktion des Liedes Türküz türkü çağırırız von Mazhar Alanson und Fuat Güner. Die Gründung von MFÖ erfolgte zwei Jahre später, als sich Özkan Uğur der Gruppe anschloss.
Schon der erste Hit Ele güne karşı wurde 1984 zum „Lied des Jahres“ gewählt. Es folgten unter anderem 1985 Peki peki anladık, 1986 Vak the Rock, 1991 Best of MFÖ. Zweimal vertrat MFÖ die Türkei beim Eurovision Song Contest: 1985 mit Didai didai dai (Platz 14) und 1988 mit Sufi (Platz 15).
Nach 1995 begannen die Mitglieder der Band ihre Solokarrieren. Mazhar Alanson spielte zusammen mit Cem Yılmaz in dem Film Her sey çok güzel olacak. In Hokkabaz spielen die beiden erneut zusammen. Fuat Güners erstes Solo-Album erschien im April 1999. Özkan Ugur übernahm verschiedene Rollen bei Film und Theater.
Trotz der Solokarrieren der Mitglieder tritt MFÖ noch zusammen im In- und Ausland auf. Die Band produzierte während ihrer jahrzehntelangen Musikkarriere mehr als 80 Kompositionen.

## Diskografie

### Alben
- 1984: Ele Güne Karşı Yapayalnız
- 1985: Peki Peki Anladık
- 1986: Vak The Rock
- 1987: No Problem
- 1990: Geldiler
- 1992: Agannaga Rüşvet
- 1992: Dönmem Yolumdan
- 1995: M.V.A.B.
- 2006: AGU
- 2011: Ve MFÖ
- 2017: Kendi Kendine

### Kompilationen
- 1989: The Best of
- 2003: Collection
- 2013: Box Set (1992–1995)

### Livealben
- 2013: Senfonik Konser

### EPs
- 2003: MFÖ

### Singles (Auswahl)
- 1984: Ele Güne Karşı
- 1984: Yalnızlık Ömür Boyu
- 1984: Güllerin İçinden
- 1985: Aşık Oldum (Didai Didai Dai) (ESC Beitrag der Türkei)
- 1988: Sufi (Hey Ya Hey) (ESC Beitrag der Türkei)
- 2006: Sarı Laleler
- 2011: Hep Yaşın 19

## Auszeichnungen
- 1996: Kral Türkiye Müzik Award in der Kategorie Beste Musikgruppe
- 2004: Kral Türkiye Müzik Award in der Kategorie Beste Musikgruppe